# Lucile Wheeler
Lucile Wheeler, coniugata Vaughan (Saint-Jovite, 14 gennaio 1935), è un'ex sciatrice alpina canadese.

## Palmarès

### Olimpiadi invernali
- Bronzo a Cortina d'Ampezzo 1956 nella discesa libera.

### Mondiali
- Oro a Bad Gastein 1958 nella discesa libera.
- Oro a Bad Gastein 1958 nello slalom gigante.
- Argento a Bad Gastein 1958 nella combinata alpina.